# Escape from Pretoria
Escape from Pretoria is een Australische thrillerfilm uit 2020. De film is geregisseerd en mede geschreven door Francis Annan. Escape from Pretoria gaat over de ontsnapping uit de gevangenis van drie Zuid-Afrikaanse politieke gevangenen in 1979. De hoofdrollen worden gespeeld door Daniel Radcliffe en Daniel Webber. De film is gebaseerd op het gelijknamige boek van Tim Jenkin uit 1987. 

## Verhaal
Jenkin en zijn vriend Stephen Lee werden gearresteerd na het verspreiden van flyers voor het ANC. Zij kregen een celstraf van 12 respectievelijk 8 jaar, en werden opgesloten in de gevangenis van Pretoria. Door de sleutels van de cel na te maken weten ze te ontsnappen, samen met de Fransman Leonard.

## Rolverdeling
| Acteur              | Personage                                      |
| ------------------- | ---------------------------------------------- |
| Daniel Radcliffe    | Tim Jenkin                                     |
| Daniel Webber       | Stephen Lee                                    |
| Ian Hart            | Denis Goldberg                                 |
| Mark Leonard Winter | Leonard Fontaine (gebaseerd op Alex Moumbaris) |
| Nathan Page         | Mongo                                          |
| Grant Piro          | Kapitein Schnepel                              |
| Adam Ovadia         | Van Zadelhoff                                  |
| Lenny Firth         | Vermellen                                      |
| Adam Tuominen       | Jeremy Cronin                                  |
| Lliam Amor          | Kitson                                         |
| PJ Oaten            | Rabkin                                         |
| Vuyo Loko           | Potluck                                        |
| Ratidzo Mambo       | Daphne                                         |
| Adam Ovadia         | Van Wyk                                        |
| Jeanette Cronin     | Mary                                           |
| Terence Crawford    | Rechter                                        |

## Ontvangst
Op Rotten Tomatoes geeft 71% van de recensenten de film een positieve beoordeling, met een gemiddelde score van 6.36/10 op basis van 41 recensies. Het publiek geeft een gemiddelde score van 3.79/5